# Wahlen zum Senat der Vereinigten Staaten 1828 und 1829
Die Wahlen zum Senat der Vereinigten Staaten 1828 und 1829 zum 21. Kongress der Vereinigten Staaten fanden zu verschiedenen Zeitpunkten statt. Die Wahlen fanden parallel zur Präsidentschaftswahl 1828 statt, in der Andrew Jackson zum ersten Mal gewählt wurde. Vor der Verabschiedung des 17. Zusatzartikels wurden die Senatoren nicht direkt gewählt, sondern von den Parlamenten der Bundesstaaten bestimmt.
Zur Wahl standen die 16 Sitze der Senatoren der Klasse II, die 1822 und 1823 für eine Amtszeit von sechs Jahren gewählt worden oder später nachgerückt waren. Zusätzlich fanden für einen dieser Sitze sowie fünf der anderen beiden Klassen Nachwahlen statt, bei denen es zu keiner Änderung der parteipolitischen Stärkeverhältnisse kam.
Von den 16 regulär zur Wahl stehenden Sitzen waren zehn von Anhängern Präsident Jackson besetzt, aus denen sich die Demokratische Partei bildete, fünf von seinen Gegnern (auch National Republican Party), ein Sitz war vakant. Acht Amtsinhaber wurden wiedergewählt, fünf Anhänger Jacksons und drei seiner Gegner, drei Sitze konnte die Jackson-Faktion halten. Jeweils zwei Sitze konnten die Anhänger Jacksons von den Gegnern gewinnen und umgekehrt, der vakante Sitz ging an die Jackson-Gegner. Damit konnte die Jackson-Faktion ihre Mehrheit halten, die am Ende des 20. Kongresses bei 26 gegen 21 Anti-Jacksonians gelegen hatte, im neuen Kongress saßen 26 Jacksonians und 22 Anti-Jacksonians.
Zu Veränderungen nach der Wahl siehe auch Liste der Mitglieder des Senats im 21. Kongress der Vereinigten Staaten.

## Ergebnisse

### Wahlen während des 20. Kongresses
Die Gewinner dieser Wahlen wurden vor dem 4. März 1829 in den Senat aufgenommen, also während des 20. Kongresses.
| Staat          | Amtierender Senator    | Partei               | Nachwahl   | Datum         | Ergebnis                          | Neuer Senator     |
| -------------- | ---------------------- | -------------------- | ---------- | ------------- | --------------------------------- | ----------------- |
| Georgia        | Thomas W. Cobb         | Jackson-Faktion      | Klasse II  | 7. Nov. 1828  | von Jackson-Faktion gehalten      | Oliver H. Prince  |
| Maine          | Albion K. Parris       | Jackson-Faktion      | Klasse I   | 15. Jan. 1829 | Zugewinn Anti-Jackson-Faktion     | John Holmes       |
| New Jersey     | Ephraim Bateman        | Anti-Jackson-Faktion | Klasse I   | 30. Jan. 1829 | Zugewinn Jackson-Faktion          | Mahlon Dickerson  |
| New York       | Martin Van Buren       | Jackson-Faktion      | Klasse I   | 15. Jan. 1829 | von Jackson-Faktion gehalten      | Charles E. Dudley |
| North Carolina | Nathaniel Macon        | Jackson-Faktion      | Klasse III | 15. Dez. 1828 | von Jackson-Faktion gehalten      | James Iredell     |
| Ohio           | William Henry Harrison | Anti-Jackson-Faktion | Klasse III | 10. Dez. 1828 | von Anti-Jackson-Faktion gehalten | Jacob Burnet      |

### Wahlen zum 21. Kongress
Die Gewinner dieser Wahlen wurden am 4. März 1829 in den Senat aufgenommen, also bei Zusammentritt des 21. Kongresses. Alle Sitze dieser Senatoren gehören zur Klasse II.
| Staat          | Amtierender Senator       | Partei               | Datum          | Ergebnis                      | Neuer Senator             |
| -------------- | ------------------------- | -------------------- | -------------- | ----------------------------- | ------------------------- |
| Alabama        | William R. King           | Jackson-Faktion      | 1828           | wiedergewählt                 | William R. King           |
| Delaware       | Henry M. Ridgely          | Jackson-Faktion      | 1829           | Zugewinn Anti-Jackson-Faktion | John Middleton Clayton    |
| Georgia        | Oliver H. Prince          | Jackson-Faktion      | 1828 oder 1829 | von Jackson-Faktion gehalten  | George Troup              |
| Illinois       | Jesse B. Thomas           | Anti-Jackson-Faktion | 1828 oder 1829 | Zugewinn Jackson-Faktion      | John McLean               |
| Kentucky       | Richard Mentor Johnson    | Jackson-Faktion      | 1829           | von Jackson-Faktion gehalten  | George M. Bibb            |
| Louisiana      | Charles D. J. Bouligny    | Anti-Jackson-Faktion | 1829           | Zugewinn Jackson-Faktion      | Edward Livingston         |
| Maine          | John Chandler             | Jackson-Faktion      | 1828 oder 1829 | Zugewinn Anti-Jackson-Faktion | Peleg Sprague             |
| Massachusetts  | Nathaniel Silsbee         | Anti-Jackson-Faktion | 1829           | wiedergewählt                 | Nathaniel Silsbee         |
| Mississippi    | Thomas Hill Williams      | Jackson-Faktion      | 1828           | von Jackson-Faktion gehalten  | Thomas Buck Reed          |
| New Hampshire  | Samuel Bell               | Anti-Jackson-Faktion | 1828 oder 1829 | wiedergewählt                 | Samuel Bell               |
| New Jersey     | vakant                    | vakant               | 1828           | Zugewinn Anti-Jackson-Faktion | Theodore Frelinghuysen    |
| North Carolina | John Branch               | Jackson-Faktion      | 1829           | wiedergewählt                 | John Branch               |
| Rhode Island   | Nehemiah R. Knight        | Anti-Jackson-Faktion | 1829           | wiedergewählt                 | Nehemiah R. Knight        |
| South Carolina | Robert Young Hayne        | Jackson-Faktion      | 1828           | wiedergewählt                 | Robert Young Hayne        |
| Tennessee      | Hugh Lawson White         | Jackson-Faktion      | 1829           | wiedergewählt                 | Hugh Lawson White         |
| Virginia       | Littleton Waller Tazewell | Jackson-Faktion      | 1829           | wiedergewählt                 | Littleton Waller Tazewell |

- wiedergewählt: ein gewählter Amtsinhaber wurde wiedergewählt.

### Wahlen während des 21. Kongresses
Die Gewinner dieser Wahlen wurden nach dem 4. März 1829 in den Senat aufgenommen, also während des 21. Kongresses.
| Staat          | Amtierender Senator     | Partei          | Nachwahl   | Datum         | Ergebnis                     | Neuer Senator |
| -------------- | ----------------------- | --------------- | ---------- | ------------- | ---------------------------- | ------------- |
| Georgia        | John MacPherson Berrien | Jackson-Faktion | Klasse III | 9. Nov. 1829  | von Jackson-Faktion gehalten | John Forsyth  |
| North Carolina | John Branch             | Jackson-Faktion | Klasse II  | 9. Dez. 1829  | von Jackson-Faktion gehalten | Bedford Brown |
| Tennessee      | John Henry Eaton        | Jackson-Faktion | Klasse I   | 19. Okt. 1829 | von Jackson-Faktion gehalten | Felix Grundy  |

## Einzelstaaten
In allen Staaten wurden die Senatoren durch die Parlamente gewählt, wie durch die Verfassung der Vereinigten Staaten vor der Verabschiedung des 17. Zusatzartikels vorgesehen. Das Wahlverfahren bestimmten die Staaten selbst, es war daher von Staat zu Staat unterschiedlich. Teilweise ergibt sich aus den Quellen nur, wer gewählt wurde, aber nicht wie.
Im Gefolge der Präsidentschaftswahl 1824 löste sich das First Party System auf. Die Föderalistische Partei zerfiel, die Republikanischen Partei, die zur Unterscheidung von der 1854 gegründeten Grand Old Party meist als Demokratisch-Republikanische Partei oder Jeffersonian Republicans bezeichnet wird, zerfiel in Faktionen, von denen die Faktion der Anhänger Andrew Jacksons und die seiner Gegner länger Bestand hatten. In den folgenden Jahren entwickelte sich daraus das Second Party System: Aus der Jackson-Faktion wurde die bis heute bestehende Demokratische Partei, aus der Anti-Jackson-Faktion entstand zunächst die National Republican Party, später die United States Whig Party.